# Campeonato Mundial de Atletismo en Pista Cubierta de 2001

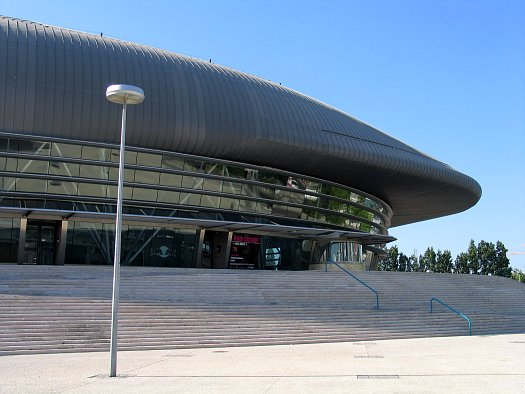
Pavellón Atlántico de Lisboa donde se disputaron los eventos de este campeonato

El VIII Campeonato Mundial de Atletismo en Pista Cubierta se celebró en Lisboa (Portugal) entre el 9 y el 11 de marzo de 2001 bajo la organización de la Asociación Internacional de Federaciones de Atletismo y la Federación Portuguesa de Atletismo.
Las competiciones se llevaron a cabo en el Pabellón Atlántico. Se contó con la presencia de 510 atletas de 136 países. 

## Resultados

### Masculino
| Evento                    | Oro                                                                                     | Plata                                                                                         | Bronce                                                                           |
| ------------------------- | --------------------------------------------------------------------------------------- | --------------------------------------------------------------------------------------------- | -------------------------------------------------------------------------------- |
| 60 m (11.03)              | Tim Harden Estados Unidos 6,44 s                                                        | Tim Montgomery Estados Unidos 6,46 s                                                          | Mark Lewis-Francis Reino Unido 6,51 s                                            |
| 200 m (10.03)             | Shawn Crawford Estados Unidos 20,63                                                     | Christian Malcolm Reino Unido 20,76                                                           | Patrick van Balkom · Países Bajos · 20,96                                        |
| 400 m (11.03)             | Daniel Caines Reino Unido 46,40                                                         | Milton Campbell Estados Unidos 46,45                                                          | Danny McFarlane Jamaica 46,74                                                    |
| 800 m (11.06)             | Yuri Borzakovski · Rusia · 1:44,49                                                      | Johan Botha Sudáfrica 1:46,42                                                                 | André Bucher · Suiza · 1:46,46                                                   |
| 1.500 m (10.03)           | Rui Silva Portugal 3:51,06                                                              | Reyes Estévez · España · 3:51,25                                                              | Noah Ngeny Kenia 3:51,63                                                         |
| 3.000 m (11.03)           | Hicham el-Guerrouj Marruecos 7:37,74                                                    | Mohammed Mourhit · Bélgica · 7:38,94                                                          | Alberto García · España · 7:39,96                                                |
| 60 m vallas (09.03)       | Terrence Trammell Estados Unidos 7,51                                                   | Anier García · Cuba · 7,54                                                                    | Shaun Bownes Sudáfrica 7,55                                                      |
| Salto de altura (11.03)   | Stefan Holm · Suecia · 2,32 m                                                           | Andri Sokolovski · Ucrania · 2,29 m                                                           | Staffan Strand · Suecia · 2,29 m                                                 |
| Salto con pértiga (10.03) | Lawrence Johnson Estados Unidos 5,95                                                    | Tye Harvey Estados Unidos 5,90                                                                | Romain Mesnil Francia 5,85                                                       |
| Salto de longitud (11.03) | Iván Pedroso · Cuba · 8,43                                                              | Kareem Streete-Thompson Islas Caimán 8,16                                                     | Carlos Calado Portugal 8,16                                                      |
| Salto triple (09.03)      | Paolo Camossi · Italia · 17,32                                                          | Jonathan Edwards Reino Unido 17,26                                                            | Andrew Murphy Australia 17,20                                                    |
| Peso (09.03)              | John Godina Estados Unidos 20,82                                                        | Adam Nelson Estados Unidos 20,72                                                              | Manuel Martínez · España · 20,67                                                 |
| 4 x 400 m (11.03)         | Polonia · Piotr Rysiukiewicz · Piotr Haczek · Jacek Bocian · Robert Maćkowiak · 3:04,47 | Rusia · Alexandr Ladeishchikov · Ruslan Mashchenko · Boris Gorban · Andrei Semionov · 3:04,82 | Jamaica Michael McDonald Davian Clarke Michael Blackwood Danny McFarlane 3:05,45 |
| Heptatlón (11.03)         | Roman Šebrle · República Checa · 6.420 pts.                                             | Jón Arnar Magnússon Islandia 6.233 pts.                                                       | Lev Lobodin · Rusia · 6.202 pts.                                                 |

1. ↑  Descalificación del equipo estadounidense (conformado por Milton Campbell, Leonard Byrd, Trinity Gray y Jerome Young) ganador de la medalla de plata, por dopaje de Jerome Young.[1]

### Femenino
| Evento                    | Oro                                                                                | Plata                                                                            | Bronce                                                                                   |
| ------------------------- | ---------------------------------------------------------------------------------- | -------------------------------------------------------------------------------- | ---------------------------------------------------------------------------------------- |
| 60 m (11.03)              | Chandra Sturrup Bahamas 7,05 s                                                     | Angela Williams Estados Unidos 7,09 s                                            | Chriyste Gaines Estados Unidos 7,12 s                                                    |
| 200 m (10.03)             | Juliet Campbell Jamaica 22,64                                                      | LaTasha Jenkins Estados Unidos 22,96                                             | Natalia Safronikova · Bielorrusia · 23,17                                                |
| 400 m (11.03)             | Sandie Richards Jamaica 51,04                                                      | Olga Kotliarova · Rusia · 51,56                                                  | Olesia Zikina · Rusia · 51,71                                                            |
| 800 m (11.03)             | Maria de Lurdes Mutola Mozambique 1:59,74                                          | Stephanie Graf · Austria · 1:59,78                                               | Helena Fuchsová · República Checa · 2:01,18                                              |
| 1.500 m (11.03)           | Hasna Benhassi Marruecos 4:10,83                                                   | Violeta Szekely · Rumania · 4:11,17                                              | Natalia Gorelova · Rusia · 4:11,74                                                       |
| 3.000 m (10.03)           | Olga Yegorova · Rusia · 8:37,48                                                    | Gabriela Szabo · Rumania · 8:39,65                                               | Elena Zadorozhnaya · Rusia · 8:40,15                                                     |
| 60 m vallas (09.03)       | Anjanette Kirkland Estados Unidos 7,85                                             | Michelle Freeman Jamaica 7,92                                                    | Nicole Ramalalanirina Francia 7,96                                                       |
| Salto de altura (09.03)   | Kajsa Bergqvist · Suecia · 2,00 m                                                  | Inga Babakova · Ucrania · 2,00 m                                                 | Venelina Veneva Bulgaria 1,96 m                                                          |
| Salto con pértiga (09.03) | Pavla Hamácková · República Checa · 4,56                                           | Svetlana Feofanova · Rusia / · Kellie Suttle · Estados Unidos · 4,51             |                                                                                          |
| Salto de longitud (10.03) | Dawn Burrell Estados Unidos 7,03                                                   | Tatiana Kotova · Rusia · 6,98                                                    | Niurka Montalvo · España · 6,88                                                          |
| Salto triple (11.03)      | Tereza Marinova Bulgaria 14,91                                                     | Tatiana Lebedva · Rusia · 14,85                                                  | Tiombe Hurd Estados Unidos 14,19                                                         |
| Peso (10.03)              | Larisa Peleshenko · Rusia · 19,84                                                  | Nadezhda Ostapchuk · Bielorrusia · 19,24                                         | Svetlana Kriveliova · Rusia · 19,18                                                      |
| 4 x 400 m (11.03)         | Rusia · Yulia Nosova · Olesia Zikina · Yulia Sotnikova · Olga Kotliarova · 3:30,00 | Jamaica Charmaine Howell Juliet Campbell Catherine Scott Sandie Richards 3:30,79 | Alemania · Claudia Marx · Birgit Rockmeier · Florence Ekpo-Umoh · Shanta Ghosh · 3:31,00 |
| Pentatlón (09.03)         | Natalia Sazanovich · Bielorrusia · 4.850 pts.                                      | Elena Projorova · Rusia · 4.711 pts.                                             | Karin Specht-Ertl · Alemania · 4.678 pts.                                                |

## Medallero
| Núm. | País            | Oro | Plata | Bronce | Total |
| ---- | --------------- | --- | ----- | ------ | ----- |
| 1    | Estados Unidos  | 7   | 7     | 2      | 16    |
| 2    | Rusia           | 4   | 6     | 5      | 15    |
| 3    | Jamaica         | 2   | 2     | 2      | 6     |
| 4    | República Checa | 2   | 0     | 1      | 3     |
| 4    | Suecia          | 2   | 0     | 1      | 3     |
| 6    | Marruecos       | 2   | 0     | 0      | 2     |
| 7    | Reino Unido     | 1   | 2     | 1      | 4     |
| 8    | Bielorrusia     | 1   | 1     | 1      | 3     |
| 9    | Cuba            | 1   | 1     | 0      | 2     |
| 10   | Bulgaria        | 1   | 0     | 1      | 2     |
| 10   | Portugal        | 1   | 0     | 1      | 2     |
| 12   | Bahamas         | 1   | 0     | 0      | 1     |
| 12   | Italia          | 1   | 0     | 0      | 1     |
| 12   | Mozambique      | 1   | 0     | 0      | 1     |
| 12   | Polonia         | 1   | 0     | 0      | 1     |
| 16   | Rumania         | 0   | 2     | 0      | 2     |
| 16   | Ucrania         | 0   | 2     | 0      | 2     |
| 18   | España          | 0   | 1     | 3      | 4     |
| 19   | Sudáfrica       | 0   | 1     | 1      | 2     |
| 20   | Austria         | 0   | 1     | 0      | 1     |
| 20   | Bélgica         | 0   | 1     | 0      | 1     |
| 20   | Islas Caimán    | 0   | 1     | 0      | 1     |
| 20   | Islandia        | 0   | 1     | 0      | 1     |
| 24   | Alemania        | 0   | 0     | 2      | 2     |
| 24   | Francia         | 0   | 0     | 2      | 2     |
| 26   | Australia       | 0   | 0     | 1      | 1     |
| 26   | Kenia           | 0   | 0     | 1      | 1     |
| 26   | Países Bajos    | 0   | 0     | 1      | 1     |
| 26   | Suiza           | 0   | 0     | 1      | 1     |
|      | TOTAL           | 28  | 29    | 27     | 84    |